# Spectroscopie de rétrodiffusion de Rutherford
La spectroscopie de rétrodiffusion de Rutherford (Rutherford Backscattering Spectroscopy (RBS), en anglais) est une technique d'analyse radiochimique utilisée en science des matériaux. Cette technique est parfois nommée spectroscopie de diffusion d'ions à haute énergie (cinétique) (High-Energy Ion Scattering (HEIS), en anglais) par opposition aux spectroscopies de diffusion d'ions à faible ou à moyenne énergie. Cette technologie est utilisée pour déterminer la structure et la composition de matériaux par l'analyse de la rétrodiffusion d'un faisceau d'ion à haute énergie frappant un échantillon.

## Histoire
La spectroscopie de rétrodiffusion de Rutherford a été nommée après le physicien Ernest Rutherford qui est parfois appelé « le père de la physique nucléaire ». Rutherford a supervisé et découvert la justification physique d'expériences réalisées par Hans Geiger et Ernest Marsden.

### Expérience de Geiger-Marsden
Entre 1910 et 1914, Geiger et Marsden menèrent leurs expériences de diffusion de particules alpha (noyaux d'hélium) envoyées sur des feuilles métalliques. Alors que Marsden tentait d'illuminer de prétendues « particules sauvages » qu'il supposait provenir de la source alpha, Rutherford suggéra que Marsden tente de mesurer la rétrodiffusion d'une feuille d'or.
Suivant la théorie dominante de l'époque, l'atome était considéré comme une zone diffuse de charges positives dans laquelle baignaient de petites particules négatives, les électrons (modèle atomique de Thomson). Pour un tel modèle, la rétrodiffusion de particules alpha à forte énergie cinétique n'aurait pas dû exister. Au pire, de petites déflections auraient dû être observées. Au contraire lorsque Marsden plaçait le détecteur du même côté que la source alpha, un signal significatif était observé immédiatement. Selon Rutherford, « c'était le plus incroyable évènement qui se soit jamais produit dans ma vie.  C'était aussi incroyable que de tirer un obus de 15 pouces sur une feuille de papier et qu'il revienne et vous touche ».
Rutherford interpréta les résultats de l'expérience comme une indication de la collision avec une unique et massive particule positive. Ceci le conduit à la conclusion que la charge positive de l'atome n'était pas diffuse mais concentrée en un centre massif, le noyau atomique. Des calculs indiquèrent que la masse nécessaire pour accomplir cette défection était approximativement 100 fois la masse de l'électron, proche du numéro atomique de l'or. Ceci conduisit au développement du modèle atomique de Rutherford dans lequel l'atome de numéro atomique N est composé d'un noyau chargé positivement et composé de N particules positives de charge +e, ou protons, autour duquel « gravitent » N électrons de charge -e afin de d'assurer l'électro-négativité de l'atome. Il s'agit d'un modèle planétaire. Ce modèle fut par la suite supplanté par le modèle de Bohr qui prenait en compte les premiers résultats de la mécanique quantique.

## Principes de base
En première approximation, la rétrodiffusion de Rutherford peut être considérée comme une collision élastique entre sphères dures venant du faisceau à haute énergie et des particules de l'échantillon considéré. En supposant qu'il y a conservation de l'énergie et de la quantité de mouvement, l'énergie de l'élément diffusé {\displaystyle E_{1}} peut être déterminée par:
{\displaystyle E_{1}=E_{0}\left({\frac {m_{1}\cos {\theta _{1}}\pm {\sqrt {m_{2}^{2}-m_{1}^{2}\sin ^{2}(\theta _{1})}}}{m_{1}+m_{2}}}\right)^{2}}
où la particule 1 est le projectile avec une énergie initiale {\displaystyle E_{0}}, la particule 2 est le noyau cible, {\displaystyle \theta _{1}} est l'angle de diffusion de la particule 1 par rapport à la direction incidente avant d'avoir percuté le noyau nucléaire de l'échantillon. Le signe positif est pris lorsque la masse du projectile est plus faible que celle de la cible, sinon le signe moins est choisi.
Afin d'obtenir la distribution angulaire des particules rétrodiffusées, il est nécessaire de déterminer la section efficace différentielle :
{\displaystyle {\frac {\mathrm {d} \omega }{\mathrm {d} \Omega }}=\left({\frac {Z_{1}Z_{2}e^{2}}{4E_{0}}}\right)^{2}{\frac {1}{\sin ^{4}(\theta _{1}/2)}}}
où {\displaystyle Z_{1}} et {\displaystyle Z_{2}} sont respectivement les numéros atomiques des particules incidente et cible.
Ces deux équations permettent de déterminer l'énergie et la probabilité qu'une particule soit détectée à un angle solide {\displaystyle \theta _{1}} pour une seule collision.
Si l'on prend en compte la diffusion inélastique engendrée par les électrons de l'échantillon, on obtient une baisse progressive d'ions qui pénètrent plus profondément dans le l'échantillon et peuvent être rétrodiffusés par des atomes de couches inférieures. Mais dans ce cas, la rétrodiffusion se fait pour une énergie effective plus faible. La quantité d'énergie par laquelle le projectile est réduite après avoir traversé une certaine distance est appelée le pouvoir d'arrêt électronique. Cette perte d'énergie varie de façon continue par rapport à la distance traversée et donc le pouvoir d'arrêt électronique peut être exprimé selon la formule :
{\displaystyle S(E)=-{\frac {\mathrm {d} E}{\mathrm {d} x}}}
Pour des projectiles à haute énergie, le pouvoir d'arrêt est généralement proportionnel à {\displaystyle {\tfrac {Z_{2}}{E}}} ; cependant, des calculs précis sont difficiles à obtenir avec précision. Le pouvoir d'arrêt électronique de la plupart des matériaux a été déterminé et est généralement donné en eV/(atome cm-2)-1.

## Le spectromètre de rétrodiffusion Rutherford
Pour réaliser de telles expériences, il est nécessaire d'opérer dans un système ultra vide avec une pression inférieure à 1.10-9 mb.
Le spectromètre de rétrodiffusion Rutherford est généralement composé de trois composants essentiels :
- Une source d'ions, généralement des particules alpha (ions He+) ou plus rarement des protons.
- Un accélérateur de particules capable d'accélérer les ions incidents à de hautes énergies, généralement dans la gamme 1-3 MeV
- Un détecteur capable de mesurer des énergies des ions rétrodiffusés sur une petite gamme d'angles.

Les principaux systèmes source/accélération utilisés sont soit en une étape ou deux étapes.
Les systèmes en une étape consistent en une source de He+  connectée à un tube d'accélération avec une haut potentiel positif appliqué à la source d'ion et la terre à la fin du tube d'accélération. Il s'agit d'un système simple et pratique mais qui se limite à des énergies inférieures à 1 MeV à cause de la difficulté d'appliquer de hautes tensions.
Les systèmes en deux étapes, ou accélérateur tandem, débutent avec une source à ions He− et un terminal positif est situé au milieu du tube d'accélération. Un éplucheur (stripper) situé au niveau du terminal positif dénude les ions de leurs électrons et convertit donc les ions He− en ions He2+. Ainsi les ions sont donc tout d'abord attirés par le terminal jusqu'au terminal et par la suite sont repoussés par ce même terminal jusqu'à la fin du tube qui lui est connecté à la terre. Cette configuration plus complexe à l'avantage de permettre de plus importantes accélérations avec de plus faibles tensions : un accélérateur tandem typique avec une tension de 750 kV permet d'obtenir des énergies au-delà de 2 MeV.
Les détecteurs pour mesurer les énergies des ions rétrodiffusés sont généralement des détecteurs solides à barrière de surface en silicium. Une très fine couche (100 nm) de silicium dopé de type p sur un substrat de type n permet de former une  jonction P-N. Les ions qui atteignent le détecteur perdent une partie de leur énergie sous forme d'énergie inélastique due aux électrons et une partie de ces électrons gagnent suffisamment d'énergie pour surpasser la bande d'énergies interdites entre les bandes de valence et celles de conduction. Ceci signifie que chaque ion incident percutant le détecteur va produire une paire électron-trou qui est indépendante de l'énergie de l'ion. Ces paires peuvent être détectées en appliquant une tension au travers du détecteur ce qui permet une mesure effective de l'énergie de l'ion incident. La relation entre l'énergie de l'ion et le nombre de paires produites va ainsi dépendre du détecteur, du type d'ion et l'efficacité de la mesure de courant.
La résolution de ce type de détecteurs est sensible aux fluctuations thermiques. Il faut également signaler qu'il existe un temps mort entre lequel deux ions ne peuvent pas être détectés séparément.
La dépendance angulaire de la détection peut être obtenue par l'utilisation d'un détecteur mobile ou de façon plus pratique par un détecteur à barrière de surface séparé en différentes cellules qui peuvent être mesurées indépendamment permettant de mesurer une gamme d'angle autour de 180º. La dépendance angulaire du faisceau incident est obtenue par l'utilisation d'un plateau d'échantillon rotatif.

## Mesure de composition et de profondeur
La perte d'énergie d'ion rétrodiffusé dépend de deux phénomènes: la perte d'énergie due à l'interaction entre noyaux nucléaires(rétrodiffusion) et celle due à la diffusion aux petits angles des électrons de l'échantillon. Le premier phénomène dépend donc de la section efficace de rétrodiffusion du noyau nucléaire de la cible et par conséquent dépend de sa masse et de son nombre atomique Z.
Pour un angle de mesure donné, le noyau de deux éléments différents va diffuser les ions vers des angles différents avec des énergies différentes, produisant ainsi des pics sur un graphe nombre de mesures d'énergie E (N(E))vs énergie E. Ces pics sont caractéristiques des éléments contenus dans le matériau, permettant d'obtenir la composition de l'échantillon en comparant les énergies de rétrodiffusion avec des valeurs connues. La composition relative peut être obtenue en mesurant la hauteur des pics.
Le deuxième mécanisme de perte d'énergie est due au pouvoir d'arrêt des électrons cibles mais est moindre que la perte due à la rétrodiffusion proprement dite. En fait, elle se manifeste par une perte progressive dépendant de la densité électronique et de la distance traversée dans l'échantillon. Ainsi les ions rétrodiffusés dans les couches internes du matériau vont être rétrodiffusés avec une énergie plus faible que pour les couches superficielles. Ainsi au lieu d'avoir des pics marqués, on obtient des graphes N(E) vs E avec des pics étirés vers de plus faibles énergies lorsque l'élément détecté est également présent en profondeur. Les éléments qui se trouvent uniquement en profondeur vont également avoir leur pics déplacés vers de plus faibles énergies correspondant à la distance nécessaire à l'ion pour atteindre le noyau considéré.
En pratique, un profil de composition en profondeur peut être déterminé par la mesure de N(E). Les éléments contenus dans l'échantillon peuvent être déterminés par la position des pics dans le spectre d'énergie. La profondeur grâce à la largeur et la position relative des pics et la concentration grâce à la hauteur relative. Ceci est particulièrement utile pour l'analyse de échantillons multicouches par exemple ou ayant une composition qui varie graduellement avec la profondeur.
Ce type de mesure peut uniquement être utilisé pour déterminer la composition en élément. La structure chimique de l'échantillon ne peut pas être obtenue. Cependant il est possible de gagner des informations sur la structure cristalline en utilisant le phénomène de blocage et de canalisation d'ions.

## Mesure de structure: blocage et canalisation
Pour comprendre complètement l'interaction du faisceau incident avec une structure cristalline, il est nécessaire de comprendre deux autres concepts, le blocage et la canalisation.
Lorsqu'un faisceau parallèle d'ions percute un atome cible, la diffusion de cet atome va provoquer des collisions dans une région conique située derrière la cible par rapport à la direction du faisceau. Ceci est dû au potentiel répulsif de l'atome cible qui courbe les trajectoires des ions adjacents pour les déplacer de leur chemin original: ceci est appelé le blocage. Le rayon  {\displaystyle R} de cette région bloquée situé à une distance {\displaystyle L} de atome original est ainsi donné:
Quand un ion est diffusé des profondeurs de l'échantillon, il peut alors être re-diffusé par un second atome. Ceci crée un second cône dans la direction de la trajectoire de diffusion. Ceci peut être évalué en variant méticuleusement l'angle de détection par rapport à l'angle incident du faisceau d'ion.
La canalisation (channeling) est observé lorsque le faisceau incident est aligné avec l'axe majeur de symétrie